# برد دروات
برد دروات (انگلیسی: Brad Drewett; ۱۹ ژوئیهٔ ۱۹۵۸ – ۳ مهٔ ۲۰۱۳) یک تنیس‌باز اهلِ استرالیا بود. وی قهرمان نوجوانان آزاد اوپن استرالیا در سال ۱۹۷۵ و ۱۹۷۷ و جوان‌ترین بازیکن در سن ۱۷ سالگی بود که از زمان کن روزول و جان نیوکومب موفق به کسب این عنوان شده‌است. دروت موفق به کسب دو عنوان تک شغلی شد، به مرحله یک چهارم نهایی مسابقات اوپن استرالیا ۱۹۷۶ راه یافت و در مارس ۱۹۸۴ به مقام یک‌نفره در رده بالای انفرادی دست یافت. در دوضرب، او هفت عنوان کسب کرد و در نوامبر به عنوان شماره ۱۸ جهان رسید.